# Saint-Martin-Labouval
Saint-Martin-Labouval è un comune francese di 182 abitanti situato nel dipartimento del Lot nella regione dell'Occitania.

## Società

### Evoluzione demografica
Abitanti censiti